# Joaquín Padilla
Francisco Joaquín Padilla Barrios (n. Madrid, España; 18 de junio de 1976), conocido como Joaquin Padilla Barrios y Joaquín Padilla, es un cantante, compositor y productor español. Doctor en Periodismo por la Universidad Complutense de Madrid, fue vocalista del grupo Iguana Tango, con el que cosechó éxitos de ventas como Olvídate de mí o Volverás. Es el creador de la ópera rock Legado de una Tragedia, de la que ha editado ya cinco discos. Los tres primeros completan una trilogía basada en la obra de Edgar Allan Poe, Legado de una tragedia I, II y III. La cuarta entrega cambió la temática y se llamó El Secreto de los Templarios, y la quinta, de nombre Britania, se edita el 29 de enero de 2021 narrando la conquista de las islas británicas a cargo del emperador Claudio. Además desde 2012 es el vocalista y Guitarrista de la banda del programa La ruleta de la suerte, de Antena 3 donde continúa trabajando en la actualidad. Desde 2017 dirige su propio estudio de grabación, Estudios Espartanos en Madrid.  En 2020 anunció la formación de un nuevo grupo llamado Entrelazados junto a Chus Herranz.

## Biografía
Joaquín Padilla es hijo único en una familia madrileña, creció en el barrio de San Blas. A los nueve años entró en el Conservatorio Municipal de Madrid, recibiendo sus primeros conocimientos de solfeo y donde estudió acordeón. A los dieciséis años descubre la música rock a través del heavy metal  haciéndose fan de todas las grandes bandas del género (Helloween, Stryper…). El primer disco que compró fue el primer LP de Iron Maiden. Cuando cumple dieciocho años compra su primera guitarra y forma su primer grupo: Silver Shadow, banda de hard rock/AOR con letras en inglés influenciada por bandas como Whitesnake, Bon Jovi o White Lion, que posteriormente se convertiría en Iguana Tango. Joaquín se hace cargo de la voz principal y de la composición de todas las canciones del grupo. Con ellos grabaría una maqueta llamada Sign to action (1995).
Su pasión por la música le hace plantearse dedicarse profesionalmente a ella, aunque lo compagina con sus estudios en la Universidad Complutense de Madrid donde es Licenciado en Imagen y Sonido y Doctor en Periodismo.

## Legado de una tragedia
En 2004 comienza la composición de la ópera rock Legado de una tragedia, un proyecto pionero en España. Se trata de una fábula en la que se repasa la vida y la obra de Edgar Allan Poe que abarca una trilogía donde entremezcla el rigor histórico y la ficción, intercalando los universos del escritor americano con La Divina Comedia de Dante Alighieri (parte II) y el mundo de los sueños de Sandman de Neil Gaiman (parte III). Una de las peculiaridades de la obra es que en ella han colaborado más de cincuenta músicos de las bandas más importantes de  rock en castellano (Mago de Oz, Rata Blanca, Sangre Azul, Saratoga, Avalanch, Saurom, Stravaganzza…). Después de 16 años ha editado además de la trilogía de Poe, un álbum sobre los caballeros templarios (El Secreto de los Templarios 2019) que fue grabado junto a una orquesta sinfónica real y está a punto de editar la quinta entrega, esta vez sobre la conquista de las legiones romanas de Britania y la destrucción de los Druidas. (Britania 2021). Por primera vez, el disco se edita también en inglés (además de en castellano como es habitual) con la colaboración de grandes estrellas del rock internacional como Johnny Gioeli (Hardline, Axel Rudi Pell), David Readman (Pink Cream 69, Adagio), Thomas Vikström (Therion), Baol Bardot Bulsara (TNT) y Rosalia Sairem (Therion). Además esta última entrega tiene la peculiaridad de estar grabada solo con orquesta sinfónica, coral lírica y voces de cantantes de rock, prescindiendo de la banda de rock convirtiéndolo en un álbum cien por cien sinfónico.

## Iguana Tango
De 1993 a 2015 fue vocalista y guitarrista de la banda Iguana Tango, anteriormente llamada Silver Shadow y Harén.
En 1996, Silver Shadow se convertiría en Harén, banda con la que grabaría un mini LP (Humanamente Irracional) y un LP (Harén), aunque este último nunca llegaría a ver la luz. 
El 1998 tras una transformación importante y con el fin de resolver algunos aspectos legales con su anterior compañía discográfica, Harén se convierte en Iguana Tango, con quien grabaría siete discos hasta la actualidad,-El Nacimiento de la Iguana (1999), Colección Pop (2003), En Celo (2005), Del Otro Lado (2005), Infiel (2007), En Vivo... y Coleando (2008), Demasiados Lobos aullando para una sola Luna (2010), "Efecto Dominó" (2012)- en los que todos los temas son compuestos por él junto a Jacobo García. Iguana Tango tiene varios números uno en España como “Te perdí”, “Olvídate de mí”, “Volverás” o “Si pudiera” y es una de las bandas de rock de referencia.
Tras más de 20 años en la formación, Joaquín pone fin a su pertenencia a Iguana Tango tras un emotivo concierto de despedida que tuvo lugar en la Sala Caracol de Madrid, el 15 de noviembre de 2014.

## Colaboraciones y composiciones para otros artistas
En 2004 graba junto al grupo toledano La Cara Oculta Cº, la canción “Aquí estoy yo” incluida en su álbum Nueva Cara producido por Marko Katier.
En 2006 colabora con el grupo catalán La Puerta de los Sueños, cantando en la canción “Sígueme” de su álbum Algo entre nosotros, de la que también se rodó un videoclip.
En 2009 colabora en el disco en directo de Pablo Perea Mucho más que La Trampa en directo, en el que canta la canción “Volver a casa”. Habitualmente suelen colaborar juntos tanto en conciertos de Pablo como en conciertos de Iguana Tango. 
Este mismo año también colabora en el disco de los alicantinos Indras, Misión Amarte, cantando en las canciones “Puedes ser tú” y “Lennon”.
Como cantante de sesión ha grabado coros en numerosos discos: Ars Amandi – Camino al Destino (2005)  y Desterrado entre sueños (2006), Stafas – Doble o nada, (2006), y su último disco (2011), La Línea de Josh – ...en Llamas (2008) y Juguetes Rotos (2011), Tony Sölo – Las fases de la luna (2011), Legado de una tragedia (2008)… Además ha grabado numerosos jingles de publicidad así como sintonías para televisión y radio. 
En 2010 colabora en el primer disco de los madrileños Nonno, (El futuro ya no es lo que era) cantando la canción “Por todos”. Además colabora en varios de los conciertos de la banda, incluida la presentación del disco en la Sala Moby Dick de Madrid.
Como compositor, Joaquín ha escrito canciones para otros artistas como Juan Peña, para el que compuso la canción “Una rosa” incluida en su disco Juan Peña (2007), Davinia, que incluye en su disco Una nueva ilusión (2010) la canción “No puedo amar sin ti”, o Ars Amandi, para quienes escribieron “Desterrado de tu cuerpo” de su disco Desterrado entre sueños (2006), entre otros.
Ha participado en la Gira La Máquina del Tiempo de Cadena 100 junto a El Pulpo y Belén Arjona en 2009, 2010 y 2011.
En 2011 ha formado parte del Festival Pop Tour junto a Tennessee, Inhumanos, Amistades Peligrosas y La Trampa, realizando numerosos conciertos por toda España.
Desde marzo de 2012 forma parte de la banda del programa de Antena 3, La Ruleta de la Suerte, tocando en directo durante el programa.
Entre 2012 y 2014 representa uno de los papeles protagonistas en el musical Bienvenidos 80 y 90, que repasa la Movida Madrileña y la Edad Dorada del Pop Español, de gira por nuestro país.
Entre 2015 y 2019 forma parte de la gira la Edad de Oro del Pop Español con la que realiza más de 200 conciertos
En 2017 colabora en el disco en directo de la banda Ars Amandi Directo al Corazón, en el que interpreta la canción "Desterrado de tu cuerpo".
En 2020 compone la banda sonora del cortometraje Storge dirigido por Lidia Isla.
En 2020 colabora con la banda Cherokee cantando el tema "Padre" para la reedición de su primer disco. 

## Su faceta como escritor
En 2008 comienza a escribir un libro llamado De cantante a cantante donde a través de conversaciones con muchos de los grandes cantantes del rock de nuestro país destapa las técnicas, los secretos, los trucos y las anécdotas del arte de cantar. Colaboran en este libro Carlos Tarque (M Clan), Carlos Goñi, Leiva (Pereza), Dylan Ferro (Taxi), Susana Alva (Efecto Mariposa), Javier Gurruchaga, Ramoncín, Jaime Urrutia, Nacho Campillo y Rafa Sánchez entre otros. El libro fue publicado en mayo de 2011 por la editorial Milenio y presentado en La Feria del Libro de Madrid el 12 de junio de 2011.
En 2019 publica su primera novela La Historia de El Secreto de los Templarios, en la que amplia la historia contada en el disco El Secreto de los Templarios. En el libro aparecen numerosas escenas que no aparecen en el disco, incluso personajes que fueron apartados de la versión musical. Además incluye un amplio ensayo sobre la grabación del disco contando numerosas anécdotas y curiosidades inéditas hasta la fecha.

## Su faceta como productor musical
En 2009 monta, junto a Jacobo García, Franja Musical, una productora de música con la que realiza numerosas sintonías para televisión y radio, músicas para series, bandas sonoras para documentales y publicidad. Ha realizado trabajos componiendo y produciendo para Cuatro, Telecinco, Intereconomía, Cadena SER, Punto Radio, etc…En 2015 desaparece Franja Musical pero Joaquín continúa grabando músicas
Ha producido discos a varias bandas como los dos primeros discos de los toledanos La Línea de Josh ("...en llamas", 2008 – y "Juguetes Rotos", 2011), El Gran Bonobo y “Volverán los Viejos Tiempos”, de Stafas.
Entre 2008 y 2010 se encargará de la producción del primer disco de Tony Solo, excantante de Sangre Azul, que, tras quince años apartado del mundo de la música se pone en sus manos y en las de Jacobo García para arrancar un proyecto del que parten de cero. Se encargarían de montar la formación, ayudar en la composición y arreglos de las canciones y en la producción del disco que finalmente saldría a la venta el 15 de febrero de 2011 bajo el nombre de Las fases de la luna. Además Joaquín grabaría teclados hammonds, guitarras acústicas y haría coros en el disco.
En 2011 produce el segundo disco de la banda de Cartagena Algo a Medias y un sencillo para los valencianos Marabú.
En 2012 produce el primer disco de los madrileños El mito de Noa. 
En 2014 produce el primer EP de la banda indie FFORDD (s/t)
En 2015 produce junto a Chus Herranz el primer disco de Inconsciencia Artificial  Feos, pero muy sintéticos.
En 2019 produce y mezcla el primer EP de Miguel Garrido Cambio de Agujas.
En 2019 coproduce y mezcla el segundo disco de Inconsciencia Artificial ¡Qué nervios de repente!

## Whiskey Viejo
En el año 2010, monta Whiskey Viejo junto a Ricardo Esteban al bajo (Amaral, Orquesta Mondragón…), Borja Montenegro a la guitarra (Soledad Jiménez, José Luis Perales…), Jorge Ojea a la guitarra (Luz Casal) y Toni Vázquez a la batería (Radio Futura, Manolo Tena…).
Comenzó como una banda de versiones de clásicos de los años 70, haciendo temas de artistas como Jimi Hendrix, Janis Joplin, Led Zeppelin, The Animals, etc. Gracias a las buenas vibraciones de la banda en directo, a finales de 2010 deciden comenzar a escribir material propio, entrando en los estudio El Cielo de Madrid para grabar 10 canciones propias. El álbum, que lleva por título “Whiskey Viejo”, salió a la venta el 11 de noviembre en formato digital y el 11 de diciembre en CD. En el disco colaboraron Lorenzo Azcona a los saxos, la trompeta de Howard Brown y los coros femeninos de Sonia Herrero (La Prima Donna) y Pilar Machi. La producción corrió a cargo de la propia banda. La mezcla y masterización fue realizada por José María Rosillo (Loquillo, Fito, Amaral…) en los estudios Audiomatic de Madrid.

## Discografía

### Álbumes de estudio
| Álbum                                      | Año  | Grupo         |  |
| ------------------------------------------ | ---- | ------------- |  |
| Álbum                                      | Año  | Grupo         |  |
| El Nacimiento de la Iguana                 | 1999 | Iguana Tango  |  |
| Colección Pop                              | 2003 | Iguana Tango  |  |
| En Celo                                    | 2005 | Iguana Tango  |  |
| Del otro Lado                              | 2006 | Iguana Tango  |  |
| Infiel                                     | 2007 | Iguana Tango  |  |
| Edgar Allan Poe. Legado de una tragedia    | 2008 | Ópera Rock    |  |
| En vivo... y coleando                      | 2009 | Iguana Tango  |  |
| Whiskey Viejo                              | 2011 | Whiskey Viejo |  |
| Efecto Dominó                              | 2012 | Iguana Tango  |  |
| Edgar Alan Poe: Legado de una Tragedia II  | 2014 | Ópera Rock    |  |
| Edgar Alan Poe: Legado de una Tragedia III | 2016 | Ópera Rock    |  |
| El Secreto de los Templarios               | 2019 | Ópera Rock    |  |
| El Secreto de los Templarios Instrumental  | 2019 | Ópera Rock    |  |
| Britania                                   | 2021 | Ópera Rock    |  |
| El Amor es la respuesta                    | 2022 | Entrelazados  |  |

### Producciones
| Álbum                                      | Año  | Grupo            |  |
| ------------------------------------------ | ---- | ---------------- |  |
| Álbum                                      | Año  | Grupo            |  |
| ...En Llamas                               | 2008 | La Línea de Josh |  |
| Edgar Allan Poe. Legado de una tragedia    | 2008 | Ópera Rock       |  |
| Las Fases de la Luna                       | 2009 | Toni Solo        |  |
| Juguetes Rotos                             | 2011 | La Línea de Josh |  |
| Ajayu                                      | 2011 | El Gran Bonobo   |  |
| Identidades                                | 2011 | Algo a Medias    |  |
| Volverán los Viejos Tiempos                | 2011 | Stafas           |  |
| Elemento Neutro                            | 2012 | Elemento Neutro  |  |
| Edgar Alan Poe: Legado de una Tragedia II  | 2014 | Ópera Rock       |  |
| Edgar Alan Poe: Legado de una Tragedia III | 2016 | Ópera Rock       |  |
| El Secreto de los Templarios               | 2019 | Ópera Rock       |  |
| El Secreto de los Templarios Instrumental  | 2019 | Ópera Rock       |  |
| Britania                                   | 2021 | Ópera Rock       |  |
| El Amor es la Respuesta                    | 2022 | Entrelazados     |  |

### Apariciones de Invitados
- Iguana Tango, Javier Ojeda - Te Perdí (Tool Music, 2003); vocals
- Ars Amandi - Camino al destino (PIES Records, 2005); backing vocals
- La Puerta De Los Sueños - Algo Entre Nosotros (Gorvijac Music, 2006); guest vocals (Credited as Joaquin Padilla De Iguana Tango)
- Pablo Perea - Mucho Más Que La Trampa En Directo (El Rincón Producciones, 2009); guest vocals
- Vendaval - Arba'a (Leyenda Records, 2012); guest vocals, choir singer
- Ars Armandi - Directo al corazón (Rock Estatal Records, 2018); guest vocals
- Sliverheart - Queens of Metal (EP) (Independent, 2020); guest vocals (Credited as Joaquín Padilla Barrios)
- Dragonfly - Domine XV (Art Gates Records, 2022); guest vocals